# Liste des Premiers ministres du Monténégro
Cet article recense la liste des Premiers ministres du Monténégro depuis 1991, soit avant la dissolution de la république fédérative socialiste de Yougoslavie. Le pays est cependant resté attaché à la Serbie au sein de la république fédérale de Yougoslavie, puis de la Serbie-et-Monténégro jusqu'en 2006.

## Monténégro yougoslave (1991-2006)
| Nom | Nom | Nom             | Dates du mandat | Dates du mandat | Parti |
| --- | --- | --------------- | --------------- | --------------- | ----- |
|     |     | Milo Đukanović  | 15 février 1991 | 5 février 1998  | DPS   |
|     |     | Filip Vujanović | 5 février 1998  | 8 janvier 2003  | DPS   |
|     |     | Milo Đukanović  | 8 janvier 2003  | 5 juin 2006     | DPS   |

## Monténégro indépendant (depuis 2006)
| Nom | Nom | Nom                | Dates du mandat  | Dates du mandat  | Parti |
| --- | --- | ------------------ | ---------------- | ---------------- | ----- |
|     |     | Milo Đukanović     | 5 juin 2006      | 10 novembre 2006 | DPS   |
|     |     | Željko Šturanović  | 10 novembre 2006 | 29 février 2008  | DPS   |
|     |     | Milo Đukanović     | 29 février 2008  | 21 décembre 2010 | DPS   |
|     |     | Igor Lukšić        | 29 décembre 2010 | 4 décembre 2012  | DPS   |
|     |     | Milo Đukanović     | 4 décembre 2012  | 28 novembre 2016 | DPS   |
|     |     | Duško Marković     | 28 novembre 2016 | 4 décembre 2020  | DPS   |
|     |     | Zdravko Krivokapić | 4 décembre 2020  | 28 avril 2022    | ZBCG  |
|     |     | Dritan Abazović    | 28 avril 2022    | 31 octobre 2023  | URA   |
|     |     | Milojko Spajić     | 31 octobre 2023  | en fonction      | PES   |